# يحيى كانو
يحيى كانو (؟–29 ديسمبر 1992) هو ضابط عسكري سيراليوني،شغل منصب رئيس سيراليون بصفة مؤقتة في 29 أبريل 1992 وذلك بعد الإطاحة بجوزيف سيدو موموه،وبعد يومين فقط،انقلب عليه فالنتين ستراسر.